# Tanzim (Líbano)
Al-Tanzim: Movimiento de la Resistencia Libanesa o simplemente Al-Tanzim (lit. "La Organización"; en árabe: التنظيم: حركة المقاومة اللبنانية) fue el nombre de una sociedad secreta nacionalista creada por activistas cristianos de derecha del Líbano a inicios de los años 1970, y que llegó a jugar un rol importante en la guerra civil libanesa.

## Emblema
Tras una operación israelí en el sur del Líbano en 1968, los pueblos de Marjayoun, Kfarchouba y Tal Nahas resultaron bombardeados. El liderazgo de la hasta entonces desconocida organización envió un convoy con pequeños grupos de electricistas y arquitectos para ayudar a la población civil afectada. Cada vehículo llevaba un mapa del Líbano con un cedro y el lema "Lo amas... trabaja por él" (تحبه... إعمل له) en su capó. Este se convirtió en el emblema y lema de Al-Tanzim.

## Orígenes
El Tanzim fue formado en abril de 1968 por un pequeño grupo de antiguos miembros las Falanges Libanesas ("Kataeb"), que se oponían al Acuerdo de El Cairo de 1969 y se separaron en protesta a la negación inicial de Pierre Gemayel de entrenar y armar a los libaneses para defenderse de la "amenaza palestina". Bajo el liderazgo de un grupo de hombres educados y de clase media, destacadamente Obad Zouein, Aziz Torbey, el ingeniero Samir Nassif y Fawzi Mahfouz (Abu Roy), todos veteranos de la Crisis de 1958 y exmiembros de las juventudes y la milicia armada de las Falanges. Los individuos mencionados mantenían un apoyo constante al Ejército.
Poco después de su creación, con apoyo de la Liga Maronita, el grupo recibió terrenos y un convento abandonado en Fatqa, y más tarde Tabrieh (Keserwan) para poder educar a nuevos miembros. El Tanzim comenzó a entrenar a jóvenes, normalmente entre los 16 y 30 años (partidarios o no, en su mayoría católicos maronitas) para el manejo de armas, tácticas y defensa personal.
En años posteriores, incluso durante el conflicto, la nueva organización causaba confusión; No se sabía ni su nombre ni la identidad de sus líderes fundadores. Se especuló que era la milicia de la Liga Maronita, o que era un grupo paramilitar del Ejército, entre otros temas. Al no tener nombre, comenzó a ser llamado Al-Tanzim (la organización) por sus miembros.
1973 fue un año importante para el Tanzim, ya que se unieron varias personalidades educadas y de clase media-alta, como Fuad Chemali, Najib Zouein, Milad Rizkallah, Charbel Nader, Georges Adwan, y otros. A la vez, las Fuerzas Armadas combatían con la Organización para la Liberación de Palestina (OLP) ocasionalmente, con el apoyo de miembros del Tanzim.
Se trasladaron a Beirut, abriendo una oficina en Achrafieh y comenzando a reclutar civiles que quisieran unirse, en su mayoría de clase media profesional o clase alta. Los nuevos integrantes demostraron ser fundamentales para proporcionar al nuevo Movimiento una estructura y un programa político, encarnados en 1970-1971 con la creación del ala política de Al-Tanzim, que comenzó sus actividades bajo el título encubierto del Movimiento de los Cedros (árabe: حركة الارز | Harakat al-Arz).

## Estructura y organización
Desde su fundación, se organizó con una estructura idéntica a la de cualquier otro partido libanés en la época, adoptando una junta para tomar decisiones llamada "Consejo de Mando" (مجلس القيادة | Majlis al-Kiyadi). Sin embargo, este sistema de toma de decisiones colectivo no evitó que figuras prominentes como el físico Fuad Chemali y su colega Jean Fares en 1972 ganaran poder, seguidos del abogado Georges Adwan en 1973.
Involucrados desde 1969 en el entrenamiento militar clandestino de voluntarios cristianos en campamentos secretos en Fatqa y Tabrieh, ambos ubicados en las montañas del distrito de Keserwan y conviviendo con las Falanges Libanesas, el entonces Movimiento de los Cedros comenzó a levantar silenciosamente su propia ala militar, cuyo cuartel general militar se estableció en el distrito predominantemente maronita de Dekwaneh, en el este de Beirut. Si bien para 1977 más de 15,000 hombres y mujeres jóvenes se habían entrenado en las instalaciones mencionadas (la mayoría de ellos se unieron a las filas de las otras milicias cristianas, principalmente, las Falanges), el movimiento sólo procedió a reclutar a muy pocos de este total, debido a tres razones principales:
1. La naturaleza secreta de este entrenamiento, que tenía un proceso de selección muy delicado.
2. Los recursos limitados de la organización, tanto así que los voluntarios tenían que pagar su propio entrenamiento y munición con tarifas mínimas.
3. La calidad de los hombres y mujeres que buscaba Al-Tanzim, que se reflejó mucho en la reputación limpia que el grupo mantuvo durante la totalidad de la guerra, además de tener muy pocas bajas, a pesar de que su milicia encabezó muchos enfrentamientos militares difíciles. Esto se debe principalmente debido a su buena movilidad a lo largo del frente.[8]

El movimiento tuvo una relación muy cercana con el Ejército Libanés, llevando a algunos a pensar que los comandantes cristianos tenían algo que ver en la formación del Movimiento de los Cedros.
En la primera fase de la guerra civil libanesa (1975-1976), las fuerzas del Movimiento de los Cedros estaban organizadas en grupos móviles autónomos de varias docenas de combatientes, llamados "Tanzim" , desplegados en diferentes barrios y lugares, ya que su misión era presentarse dondequiera se necesitara luchar. El Movimiento de los Cedros/Al-Tanzim obtuvo un nivel de movilidad y disciplina muy alto, del mismo nivel o mejor que las mismas Falanges.
En contraste con los principales partidos cristianos, fue uno de los pocos grupos ideológicamente comprometidos (junto a los Guardianes de los Cedros) que nunca intentó establecer su propio feudo o cantón, ni parece haber estado involucrado en actividades ilícitas como el narcotráfico o el crimen organizado.

## Comandantes del Movimiento de los Cedros - Al-Tanzim
- Fuad Chemali
- Jean Fares
- Georges Adwan
- Fawzi Mahfouz, Abu Roy
- Obad Zouein
- Aziz Torbey
- Samir Nassif
- Milad Rizkallah

## Armas y equipamiento
Inicialmente apoyados por el Ejército Libanés, de quien recibieron armas, municiones y entrenamiento, Tanzim también recibió apoyo de Israel y Jordania desde septiembre de 1975, la mayoría de estas armas llegaban a la organización a través de las Falanges Libanesas y la Liga Maronita. El colapso de las Fuerzas Armadas en enero de 1976 le permitió, así como a varios grupos, re-equiparse con una variedad de armas ligeras modernas y vehículos tomados de las armerías y estaciones de policía.

### Armas de fuego
Los combatientes del Movimiento de los Cedros (Al-Tanzim) contaban con una variedad de armas:
- Kar 98k
- MAS-36
- rifles Lee-Enfield
- MP40
- M1A1 Thompson
- MAT-49
- M1
- MAS-49
- M1 Garand (o su copia italiana, Beretta modelo 1952)
- SKS
- Vz. 52
- Heckler & Koch G3
- FN FAL (junto a sus copias, por ejemplo, el ROMAT israelí)
- M16A1
- Vz. 58
- AK-47
- AKM

### Pistolas y armas cortas
- Tokarev TT-33
- CZ 75
- FN GP35
- MAB PA-15

### Ametralladoras
- MG 34
- MG 42
- MAC M1924/29
- M1918 BAR
- Bren
- AAT-52
- RPD
- RPK
- FN MAG
- M1919 Browning
- Browning M2
- Goriunov SG-43
- DShK

### Lanzacohetes
- 88.9mm Instalaza M65
- RL-83 Blindicide
- RPG-2
- RPG-7

### Cañones sin retroceso
- B-11 107mm
- M40
- B-10 82mm

### Vehículos
- M151
- Land Rover Series II
- Land Rover Series III
- Willys M38A1
- GMC
- Chevrolet C/K de Segunda generación
- Dodge D Series
- Toyota Land Cruiser (J40)
- Chevrolet C-50
- GMC C7500
- GMC C4500
- M35A1

### Cañones
Al-Tanzim tenía una rama de artillería, en su mayoría armada con cañones antiaéreos en artillados.
- Zastava M55
- ZPU (ZPU-1, ZPU-2, ZPU-4)
- ZSU-32-2

## Creencias políticas
Los miembros de Al-Tanzim apoyaban a varios partidos nacionalistas (Falanges Libanesas, Partido Nacional Liberal, y otros) o ninguno, pero, el Movimiento de los Cedros/Tanzim aseguraba que su unidad se basaba en la creencia de mantener al Líbano unido. Sin embargo, eran mayoritariamente católicos maronitas, extremadamente anticomunistas, pro-occidentales, antipalestinos, Fenicistas y hostiles hacia el panarabismo. 
En los años 1970, Al-Tanzim desarrolló lazos muy cercanos con los Guardianes de los Cedros, quienes compartían las mismas ideologías ultranacionalistas. No solo tenían los mismos puntos de vista hacia los palestinos (y después los sirios) en el Líbano, sino que también adoptarían el "Lenguaje Libanés" creado por el poeta Said Akl, basado en el árabe libanés pero con una escritura latina, y usado por los Guardianes de los Cedros en sus documentos oficiales.
Combatientes feroces y disciplinados, jugaron un rol importante en los sitios y batallas ocurridos entre enero y agosto de 1976, en Dbayeh, Karantina y Tel al-Zaatar, aliados a las Falanges Libanesas, Guardianes de los Cedros, Los Tigres 'Ahrar' (la milicia del Partido Nacional Liberal), el Ejército Libre del Líbano, el Movimiento Juvenil Libanés y el Equipo de Comandos Tyous.

## Guerra civil libanesa

### El inicio de la guerra civil
En mayo de 1973, en Burj el Barajneh, las Fuerzas Armadas del Líbano vieron combates contra la OLP, y los comandantes del Ejército libanés llamaron indirectamente a los tanzim para evitar que los palestinos entraran a las áreas controladas por el estado.
El 13 de abril de 1975, tras que el líder de las Falanges Libanesas Pierre Gemayel sufrió un intento de asesinato, los falangistas respondieron al abrir fuego contra un bus lleno de palestinos en lo que se conoció como el Incidente de Ain el Remmaneh. Esto comenzó la violencia en el país y se considera como la causa de la guerra civil libanesa. El Movimiento de los Cedros/Tanzim se destacó por sus habilidades, movilidad y disciplina, logrando ser una de las organizaciones principales que fundaron la coalición del Frente Libanés en enero de 1976. La milicia Tanzim de alrededor de 200 o 500 hombres (al inicio de la guerra) estuvo activa en los fuertes combates en Beirut, participando en la Batalla de los Hoteles, además de los sitios de Karantina y Jisr el Basha. Tuvieron un importante rol luchando contra los palestinos en su bastión de Tel al-Zaatar (donde muy irónicamente compraron varias de sus armas meses antes).
Al-Tanzim apoyó al Ejército en 1976, ofreciéndose para proteger al ministerio de defensa y un cuartel de las Fuerzas Armadas en Yarze, además de docenas de bases en los distritos cristianos de Beirut. Tras el colapso de aquella institución ese mismo año, Al-Tanzim vio la oportunidad perfecta para reclutar a desertores y conseguir armas mejores y más modernas, y para marzo de 1976, la organización contaba con 1,500 miembros apoyados por un pequeño grupo de todoterrenos y vehículos artillados.
Ese mismo mes, participaron en varias batallas en el Monte Líbano, Beirut Oriental, Matn y Aley contra el Movimiento Nacional Libanés (MNL) de izquierda y el Ejército Árabe Libanés y su "Ofensiva de Primavera", apoyando al Frente Libanés en Achrafieh, Tayyouneh, Kahale, Sin el Fil y Ayoun es-Simane, teniendo varias bajas. Al ser integrados a las Fuerzas Libanesas por Bashir Gemayel en 1977, los hombres de Al-Tanzim tuvieron un papel importante al expulsar al ejército sirio del bastión cristiano en Achrafieh en la Guerra de los Cien Días.

### Disputas y reorganización como partido político
La Intervención siria de 1976 hizo que el movimiento se dividiera en facciones, un elemento pro-sirio encabezado por Georges Adwan y uno radicalmente anti-sirio, en torno a Obad Zouein y Mahfouz. En marzo de 1976, sucede un intento de golpe por parte de Adwan, Fawzi Mahfouz y Fuad Chemali en los cuarteles de Dekwaneh, y Al-Tanzim se dividió aún más. Mahfouz y Zouein lograron evitar un baño de sangre dentro de la organización al retomar el control después de un breve periodo de expulsión por parte de Samir Nassif. Tres meses más tarde, estos se reconciliarían y el liderazgo sería reformado.

### Las Fuerzas Libanesas

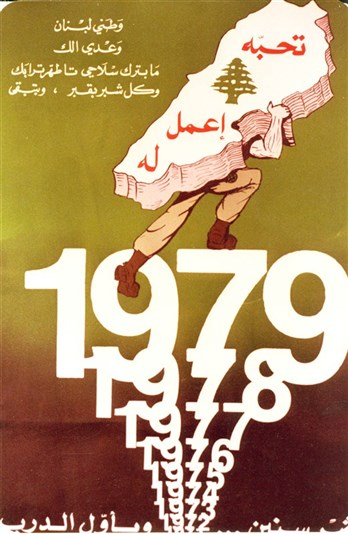
Un póster del Tanzim relacionado con la ceremonia de Tabrieh en 1979.

Tras la creación de las Fuerzas Libanesas, hubo un consejo militar conformado por dos miembros de cada organización principal (Tanzim, Falanges, Guardianes de los Cedros y Ahrar). Finalmente, la representación del Movimiento en el Consejo Militar de las Fuerzas Libanesas fue otorgada a Mahfouz y Adwan por parte de Bashir Gemayel, y en 1977, el nuevo liderazgo de Mahfouz permitió prudentemente que el ala militar de Al-Tanzim fuera absorbida por las Fuerzas Libanesas. Aunque su número disminuyó a fines de la década de 1970, el Movimiento de los Cedros permaneció políticamente autónomo y logró conservar su posición como uno de los cuatro partidos principales en el Frente Libanés.
En 1978, Adwan intenta derrocar al liderazgo del Tanzim otra vez, junto a Pierre Raffoul, proveniente de Damour, y sus guardaespaldas. Georges Adwan y Raffouk intentan tomarse el centro de la organización en Ain el Remmaneh, causando la muerte de Tony Khater, otro miembro de Al-Tanzim, e hiriendo a 4 miembros más. Por esto, Adwan fue expulsado de nuevo.
En 1979, el movimiento finalmente se hizo público como partido político al declarar su manifiesto en la ceremonia de inauguración del Bosque de los Mártires de Al-Tanzim en Tabrieh, en honor a las 135 bajas que sufrieron durante la guerra, presentándose bajo el título de Al-Tanzim: Movimiento de la Resistencia Libanesa.

## Últimos años

### Luchas internas de las Fuerzas Libanesas
Véase también: Golpe de las Fuerzas Libanesas de 1986
Tras el asesinato del fundador de las Fuerzas Libanesas y presidente electo del Líbano Bashir Gemayel en 1982, siguió una época de inestabilidad para dicho grupo. Fadi Frem (esposo de la sobrina de Bashir) fue el primero en sucederle, prontamente reemplazado por Fouad Abou Nader (sobrino de Bashir y nieto de su padre, Pierre) ya que su relación con Amine Gemayel (hermano de Bashir) era muy mala.
Abou Nader fue derrocado el 12 de marzo de 1985 por Samir Geagea, Elie Hobeika y Karim Pakradouni. Hobeika comenzó a negociar con Siria bajo la mesa y firmó el Acuerdo Tripartito, contra los deseos de la mayoría de los líderes cristianos. Por lo tanto, Hobeika fue derrocado el 15 de enero de 1986 por Geagea y Pakradouni, junto con el apoyo de Fawzi Mahfouz del Tanzim (a pesar de su voto a favor del Acuerdo), con Geagea haciéndose el líder supremo de las Fuerzas Libanesas hasta el final del conflicto armado.
Esta serie de incidentes afectaron fuertemente al Tanzim (al ser una de las cuatro milicias fundadoras), con Mahfouz perdiendo su puesto en el Consejo Militar. Por el debilitamiento de la ya olvidada coalición del Frente Libanés y su inminente reemplazo por una nueva milicia unificada con la cual no habían buenas relaciones, las Fuerzas Libanesas, el Tanzim se retiró.

### Los últimos años del conflicto

#### Guerra de Liberación
Con el debilitamiento del Frente Libanés en los años 80, Tanzim formó parte de la Oficina Central de Coordinación Nacional (المكتب المركزي للتنسيق الوطني | Al-Maktab al-Markazi lit-Tansiq al-Watani), una coalición de movimientos en apoyo al gobierno interino del general Michel Aoun con los miembros del antiguo Consejo de Comando de Al-Tanzim, como Roger Azzam y Pierre Raffoul, quienes ascendieron al liderazgo de la nueva fuerza. Su abierta oposición al Acuerdo de Taif patrocinado por Siria los llevó a apoyar activamente a la Guerra de Liberación de Aoun contra los sirios en 1989. Durante este evento, Aoun declara una ofensiva contra las Fuerzas Libanesas lideradas por Samir Geagea, llamada la "Guerra de Eliminación", ambos conflictos terminan en la derrota de Aoun tras que los sirios bombardean el Palacio de Baabda y lo ocupan el 13 de octubre de 1990 y Geagea es encarcelado, obligando a varios líderes de Al-Tanzim a exiliarse junto al general Aoun, mientras Siria establecía su control en el país.

#### Revolución de los Cedros
A pesar de esto, muchos exmiembros de Al-Tanzim eligieron la coalición para permanecer en el Líbano y continuaron llevando a cabo su militancia dentro del partido durante la década de 1990, y luego ayudaron en el establecimiento del Movimiento Patriótico Libre, liderado por Aoun desde el exilio en Francia. Durante la Revolución de los Cedros de marzo de 2005, la alianza entre ambos volvió a jugar un papel activo en las manifestaciones que pusieron fin a la presencia militar siria en el Líbano.

### Disolución
Tras que Michel Aoun regresó en abril de ese año y el Movimiento Patriótico Libre es aceptado legalmente como partido, Al-Tanzim pierde su razón de ser. Inevitablemente, se anunció su propia disolución. Al-Tanzim ya no existe en el presente, ni como partido, ni organización armada.

## Partido Tanzim
El "Partido Tanzim" (حزب التنظيم | Hizb al-Tanzim) fue una facción del Movimiento de los Cedros/Tanzim establecida por Georges Adwan poco después de ser expulsado de esa organización a finales de 1978. Respaldado por Siria, el grupo tenía entre 100 y 200 hombres, respaldado por algunos artillados, operando desde el sector musulmán del oeste de Beirut. Sin embargo, durante la Guerra de los Cien Días en febrero del mismo año, la mayoría de los miembros del "Partido Tanzim" cambiaron de bando para reunirse con los camaradas de su antigua organización y lucharon ferozmente contra las tropas del ejército sirio en los distritos de Fayadieh y Yarze del Este de Beirut. Privado así de su fuerza de combate, el "Partido Tanzim" fue relegado gradualmente al margen y cesó sus actividades a mediados de la década de 1980.
Sin embargo, Adwan logró sobrevivir políticamente, y en 1989-1990 intentó negociar un acuerdo entre el general Michel Aoun y Samir Geagea. Después de la guerra, se unió al Partido de las Fuerzas Libanesas de Geagea, lo que le permitió ser elegido en 2005 para el Parlamento libanés como diputado de ese partido por el distrito de Chouf. El "Partido Tanzim" ya no está activo.